# Milaan (stad)
Milaan (Italiaans: Milano, West-Lombardisch: Milan) is de tweede stad van Italië en de belangrijkste stad van Noord-Italië. De naam komt van het Latijnse Mediolanum. Dit betekent "in het midden van de vlakte" en verwijst naar het feit dat de stad midden in de Povlakte ligt.
Milaan is de hoofdstad van Lombardije, een van de meest ontwikkelde regio's van Italië. Tevens is het de hoofdstad van de metropolitane stad Milaan. De stad zelf heeft ongeveer 1,3 miljoen inwoners, maar met de omliggende stedelijke gebieden erbij gerekend komt men op vier miljoen.

## Geschiedenis

### Oudheid
Milaan wordt verondersteld rond 600 v.Chr. gesticht te zijn door Noord-Italiaanse Kelten, de Insubres, wier hoofdstad het was. In 222 v.Chr. namen de Romeinen haar in. De stad werd toen Mediolanum genoemd. In 313 verkondigde keizer Constantijn er het Edict van Milaan. Onder de Romeinse keizer Theodosius I was Milaan enige tijd hoofdstad van het West-Romeinse Rijk. In 452 werd Milaan door Attila en zijn Hunnen geplunderd.

### Ostrogoten, Longobarden en Franken
Eind 5e eeuw stichtten de binnengevallen Ostrogoten hun rijk in de regio. In 568 deden de Longobarden hetzelfde. In 774 werd het gebied veroverd door de Franken. In 843 kwam de stad in Midden-Francië te liggen. Dit rijk werd twaalf jaar later gesplitst en Lodewijk II van Italië werd koning van Italië en keizer. In 879 werd Karel III de Dikke koning van Italië. Drie jaar later werd hij ook koning en keizer van Oost-Francië (en ook West-Francië in 884). Vanaf 888 begon een periode van grote instabiliteit in Italië, tot keizer Otto I in 951 Italië binnenviel, tot koning van Italië werd gekroond en de orde herstelde. De reële macht van de koning van Italië en van de Oost-Frankische keizer zou in de volgende eeuwen echter volledig verschrompelen.
Keizer Lotharius III, de laatste "koning van Italië" (1125-1137), was ook Duits keizer (1133-1137), maar ondertussen lag de macht in Noord-Italië duidelijk bij de stadstaten. De keizers van het Heilige Roomse Rijk bleven zich echter bemoeien met de Italiaanse zaken. Dit eindigde in 1176, wanneer de eerste Lombardische Liga, waarin Milaan zich met andere Noord-Italiaanse steden had verenigd, de Heilige Roomse Keizer Keizer Frederik I Barbarossa overwon in de Slag bij Legnano. Zo konden de Noord-Italiaanse steden zich definitief loswrikken van het Heilige Roomse Rijk.

### Opkomst
In de 13e eeuw leidde Milaan andere steden tot semi-onafhankelijkheid van het Heilige Roomse Rijk als de heerlijkheid Milaan. Bij de uitbraak van de 'Zwarte Dood' (waardoor één derde van de bevolking van Europa omkwam) werden huizen waarin de pest heerste samen met de bewoners dichtgemetseld. Hierdoor is Milaan als enige stad in Italië en omstreken gespaard gebleven van de pest. Gedurende de renaissance werd Milaan geregeerd door hertogen van de families Sforza en Visconti, die kunstenaars als Leonardo da Vinci en Bramante in dienst hadden.
In 1500 namen de Fransen onder Lodewijk XII de stad in. Door de grote rijkdom van Lombardije en vooral door de strategische ligging van Milaan werd de controle over de stad inzet van een conflict tussen de Habsburgse keizer Karel V (die tevens koning van Spanje was) en Frankrijk. Toen Karel V de Franse koning Frans I in 1525 versloeg in de slag bij Pavia kwam Lombardije onder zijn controle. Wanneer in 1535 Francesco II Sforza, de laatste onafhankelijke hertog van Milaan sterft, komt de stad in Spaanse handen. Na de Spaanse Successie-oorlog kwam de streek toe aan Oostenrijk. Na de napoleontische tijd werd Milaan een van de belangrijkste centra van het Italiaanse nationalisme. In 1859 bevrijdden de Piëmontezen Lombardije met hulp van de Fransen. Twee jaar later was het koninkrijk Italië een feit.
Milaan werd tijdens de Tweede Wereldoorlog meerdere malen gebombardeerd. In 1943 werd de stad door de Duitsers bezet. Ze werd in april 1945 door Italiaanse partizanen bevrijd, nog voordat de geallieerden haar bereikten.
In de 20e eeuw vestigden duizenden immigranten uit het arme zuiden van Italië zich in Milaan op zoek naar een betere toekomst. Dit gaf de stad een multicultureel karakter.

## Klimaat
Milaan heeft een vochtig subtropisch klimaat (Köppen Cfa).
| Maand                  | jan  | feb | mrt  | apr  | mei  | jun  | jul  | aug  | sep  | okt  | nov  | dec  | Jaar |
| ---------------------- | ---- | --- | ---- | ---- | ---- | ---- | ---- | ---- | ---- | ---- | ---- | ---- | ---- |
| Gemiddeld maximum (°C) | 4,6  | 8,2 | 13,2 | 17,5 | 21,9 | 26,1 | 28,9 | 27,7 | 24,3 | 17,8 | 10,7 | 5,4  | 17,2 |
| Gemiddeld minimum (°C) | −1,9 | 0,1 | 3,3  | 7,0  | 11,2 | 15,0 | 17,3 | 16,7 | 13,5 | 8,4  | 3,6  | −0,9 | 7,8  |
|                        |      |     |      |      |      |      |      |      |      |      |      |      |      |
| Neerslag (mm)          | 64   | 63  | 82   | 82   | 97   | 65   | 68   | 93   | 69   | 100  | 101  | 60   | 944  |
| Bron: WeerOpReis.com   |      |     |      |      |      |      |      |      |      |      |      |      |      |

## Politiek
Van 1945 tot 1992 werd de burgemeesterspost van Milaan telkens ingevuld door de Partito Socialista Italiano (PSI). Deze partij stortte in 1992 echter ineen na de vele corruptieschandalen. Van 1993 tot 1997 was het ambt in handen van Marco Formentini van de Lega Nord. In 1997 werd de Forza Italia, na 2009 gekend als Il Popolo della Libertà, de leverancier van de burgemeester met Gabriele Albertini, en van 2006 tot 2011 Letizia Moratti. In 2011 ging de macht over naar de onafhankelijke maar meer linkse Giuliano Pisapia, die in 2016 werd opgevolgd door de eveneens onafhankelijke Giuseppe Sala, evenwel duidelijk gelinkt aan de Europa Verde, een coalitie van Italiaanse groene en progressieve politieke partijen.

### Bestuurlijke indeling
Milaan bestaat sinds de gemeentelijke herorganisatie van 1997 uit 9 circoscrizioni. Deze indeling werd geïmplementeerd in 1999 en hervormd (met meer autonomie en bevoegdheidsdomeinen voor de circoscrizioni) in 2016. Conform Milanese besluitvorming werden deze stadsdelen municipi genoemd. De municipi zijn:
- Municipio 1: Centro storico

Milaan ingedeeld in de negen bestuurlijke municipi

- Municipio 2: Station Milano Centrale, Gorla, Turro, Precotto, Greco, Crescenzago
- Municipio 3: Città Studi, Lambrate, Porta Venezia
- Municipio 4: Vittoria, Forlanini
- Municipio 5: Vigentino, Chiaravalle, Gratosoglio
- Municipio 6: Barona, Lorenteggio
- Municipio 7: Baggio, De Angeli, San Siro
- Municipio 8: Fiera, Gallaratese, Quarto Oggiaro
- Municipio 9: Stazione Garibaldi, Niguarda

## Economie
Milaan is de belangrijkste zakenstad van Italië. De Italiaanse beurs is hier bijvoorbeeld gevestigd, evenals het uitgestrekte tentoonstellings- en beursterrein Fiera Campionario. Grote bedrijven in of bij Milaan zijn Alfa Romeo en Pirelli. 

## Cultuur

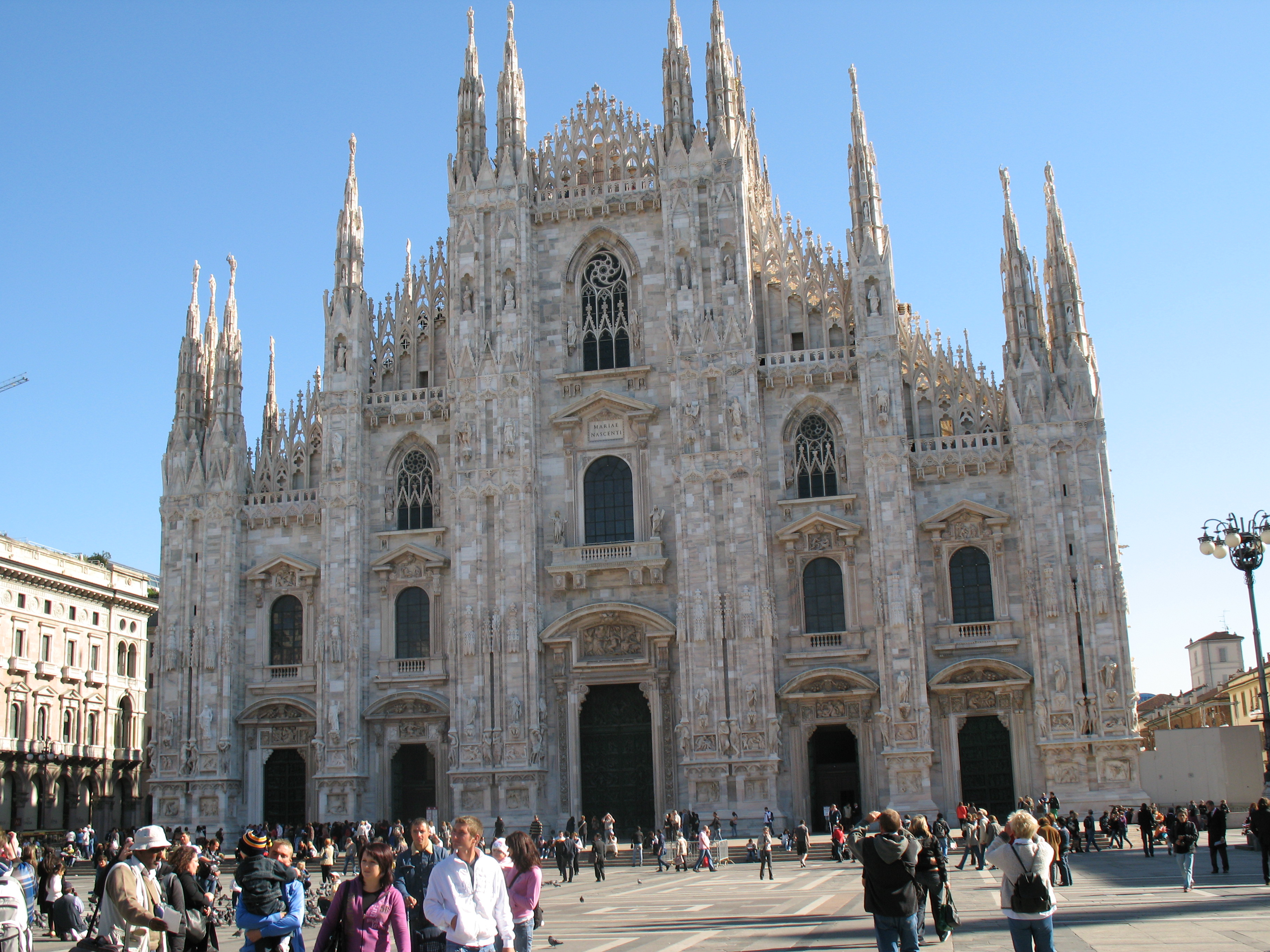
De dom van Milaan met toeristen op het plein

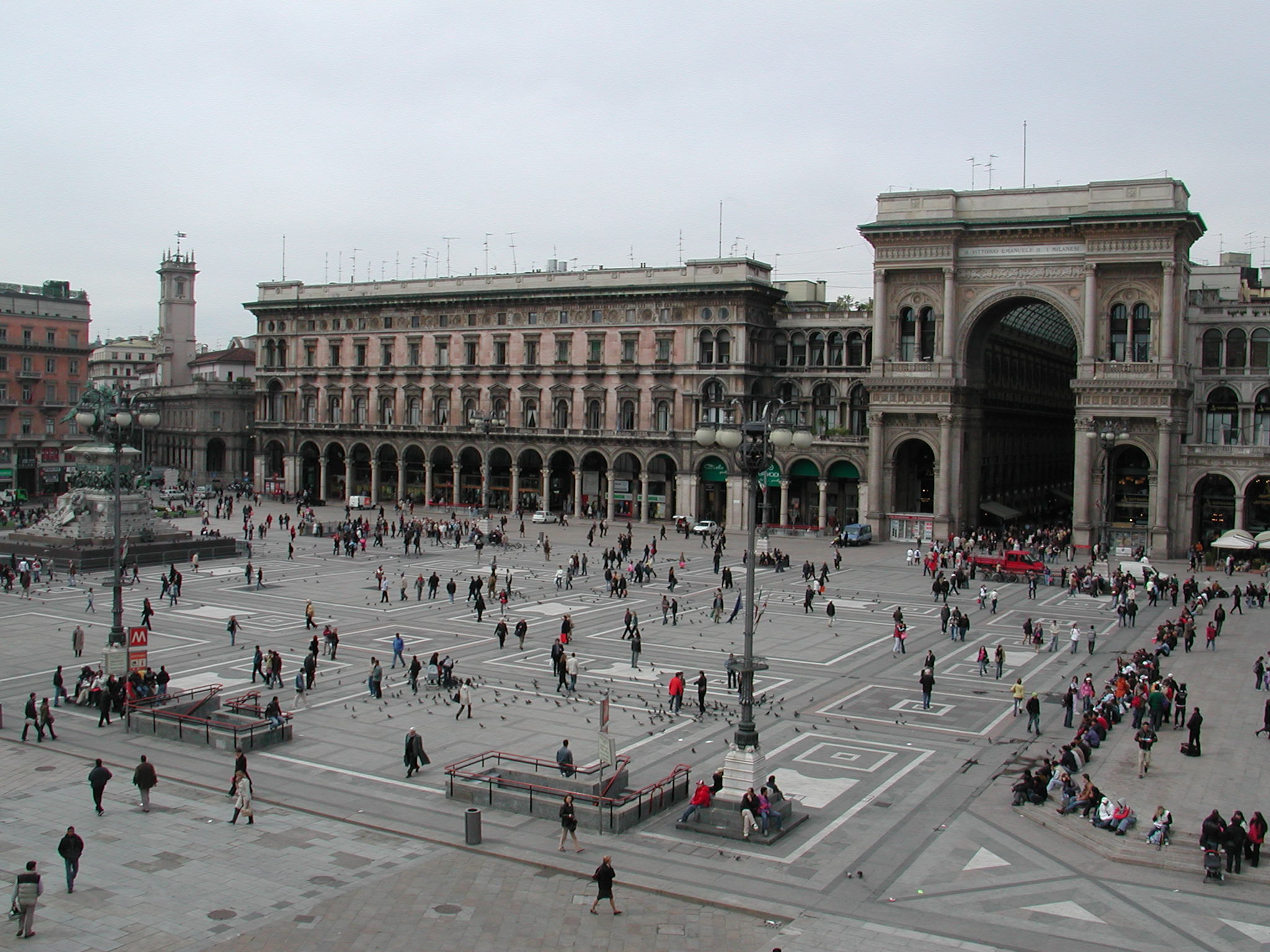
Het domplein, hart van Milaan

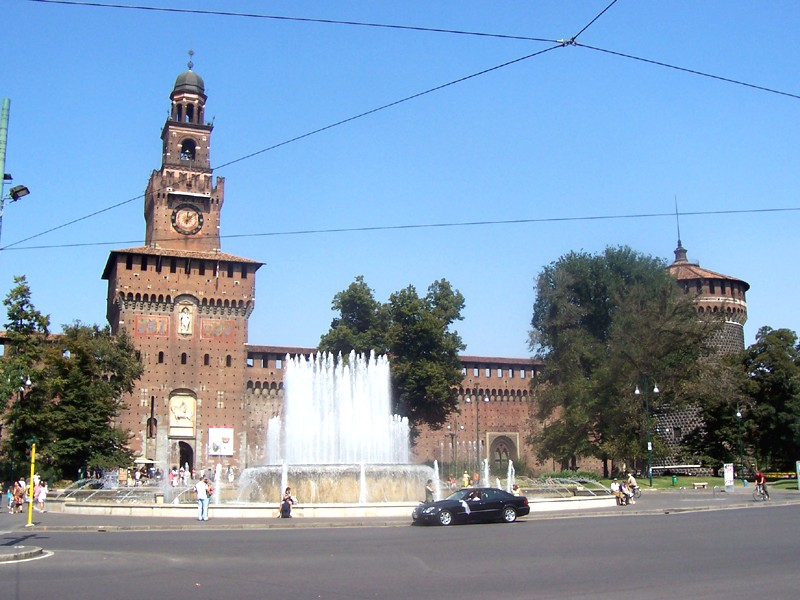
Castello Sforzesco

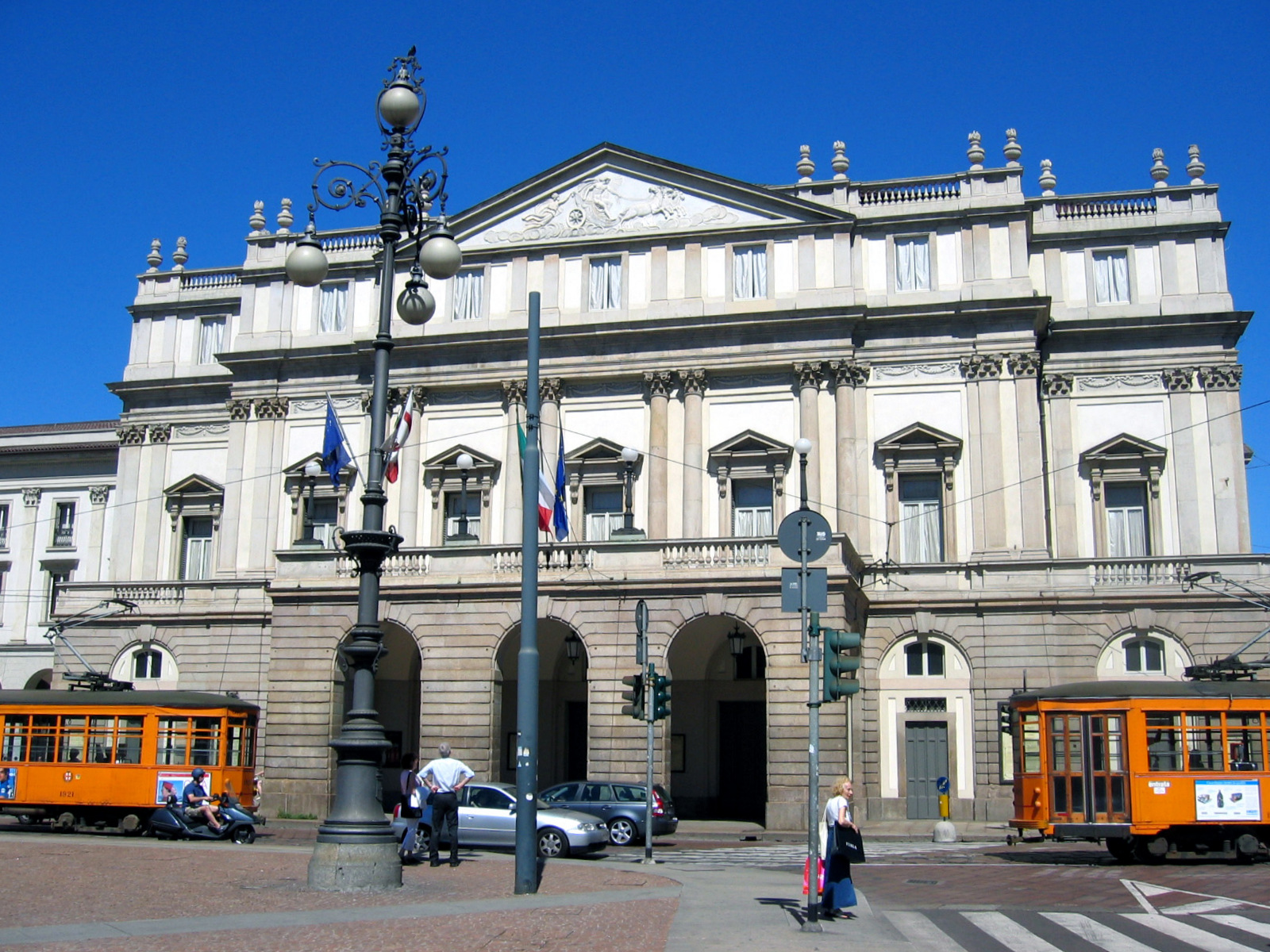
La Scala, het beroemde operagebouw

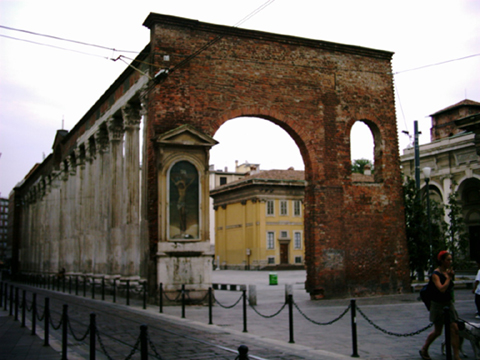
De San Lorenzo-zuilengalerij

Belangrijke oude gebouwen in Milaan zijn het Castello Sforzesco, gebouwd onder de hertogen van de familie Sforza, de Duomo (Dom), waarvan de bouw in totaal vijf eeuwen duurde, de aan Ambrosius, beschermheilige van Milaan, gewijde Sant'Ambrogio-basiliek en het klooster Santa Maria delle Grazie, waar da Vinci's beroemde muurschildering van Het Laatste Avondmaal zich bevindt. 
In het zeer beroemde La Scala-theater uit 1778 worden opera's opgevoerd. Het Conservatorio Giuseppe Verdi is een van de grootste conservatoria van Italië.
Milaan is een UNESCO City of Literature.

### Bezienswaardigheden

#### Musea
- Calderara Foundation Collection
- Castello Sforzesco Pinacoteca
- CIMAC - Civico Museo d'Arte Contemporanea
- Gallerie di Piazza Scala
- Museo Archeoligico Monastero Maggiore
- Museo Bagatti Valsecchi
- Museo Civico di Arte Antica
- Museo della Scienza e della Tecnica "Leonardo da Vince"
- Museo Diocesano di Milan
- Museo Minguzzi
- Museo del Novecento
- Museo Poldi Pezzoli
- Muziekinstrumentenmuseum
- Padiglione d'Arte Contemporanea
- Pinacoteca Ambrosiana
- Pinacoteca di Brera
- WOW Spazio Fumetto

#### Kerken
- De Dom van Milaan
- De kerk Santa Maria delle Grazie met in het bijbehorende klooster Het Laatste Avondmaal
- De San Lorenzo-basiliek
- De Sant'Ambrogio-basiliek

#### Andere bezienswaardigheden
- De Arco della Pace
- Het Castello Sforzesco, met diverse musea, zoals
  - het Museo d'arte antica, met de wandtapijten van Trivulzio
  - het Muziekinstrumentenmuseum
- De Galleria Vittorio Emanuele II
- Het theater La Scala en het Museum bij het Scala-theater
- Het Palazzo Reale met daarin het Museo Civico
- De kanalenbuurt Navigli
- De wolkenkrabbers Bosco Verticale
- Het Casa degli Omenoni, een renaissancepalazzo van Leone Leoni
- Het Cimitero Monumentale di Milano

### Mode
Milaan is een centrum van de kledingindustrie en (samen met Parijs) toonaangevend op het gebied van de haute couture. Versace en Armani hebben er hun thuisbasis. Bekende en voorname winkelstraten zijn onder andere de Via Monte Napoleone, Via della Spiga, Via Sant'Andrea, Via Manzoni, Corso Venezia, Galleria Vittorio Emanuele, Piazza del Duomo, Via Dante en Corso Buenos Aires. 

### Milanese keuken
Voorbeelden van Milanese cuisine zijn risotto alla Milanese, een rijstgerecht, panettone, een vruchtencake, de cotoletta alla Milanese, een gepaneerde kalfsschnitzel, en de ossobuco (kalfsschenkel). Het Milanese delicatessenwarenhuis Peck's is wereldberoemd.

### Sport
De twee grootste voetbalclubs van Milaan zijn AC en Inter Milan, die een stadion delen. Wanneer AC thuis speelt, draagt het de naam San Siro (genoemd naar de stadswijk), terwijl wanneer Inter thuis speelt het Stadio Giuseppe Meazza heet (naar een voormalig speler). Milaan was met dit stadion in 1934 en 1990 een speelstad tijdens het WK en in 1980 bij het EK voetbal. Ook diverse Europese finales voor clubs werden in Milaan gespeeld.
Jaarlijks worden er twee grote internationale atletiekwedstrijden in Milaan gehouden. In november de marathon van Milaan en in april de halve marathon van Milaan.
Milaan is ook bekend van de wielersport. De Ronde van Italië had Milaan het vaakst als aankomststad. De Nederlander Tom Dumoulin greep bij zijn eindzege in 2017 de beroemde roze trui definitief in Milaan. Milaan is ook de startplaats van de wielerklassieker Milaan-San Remo. Wielerwedstrijden op de baan worden er gehouden op de Vigorellivelodroom.
Milaan was in 1934 en 1994 gastheer van het WK ijshockey. In 2007 werd het WK shorttrack in Milaan georganiseerd.
Op 24 juni 2019 wees het Internationaal Olympisch Comité de Olympische Winterspelen van 2026 toe aan Cortina d'Ampezzo en Milaan.

## Verkeer en vervoer

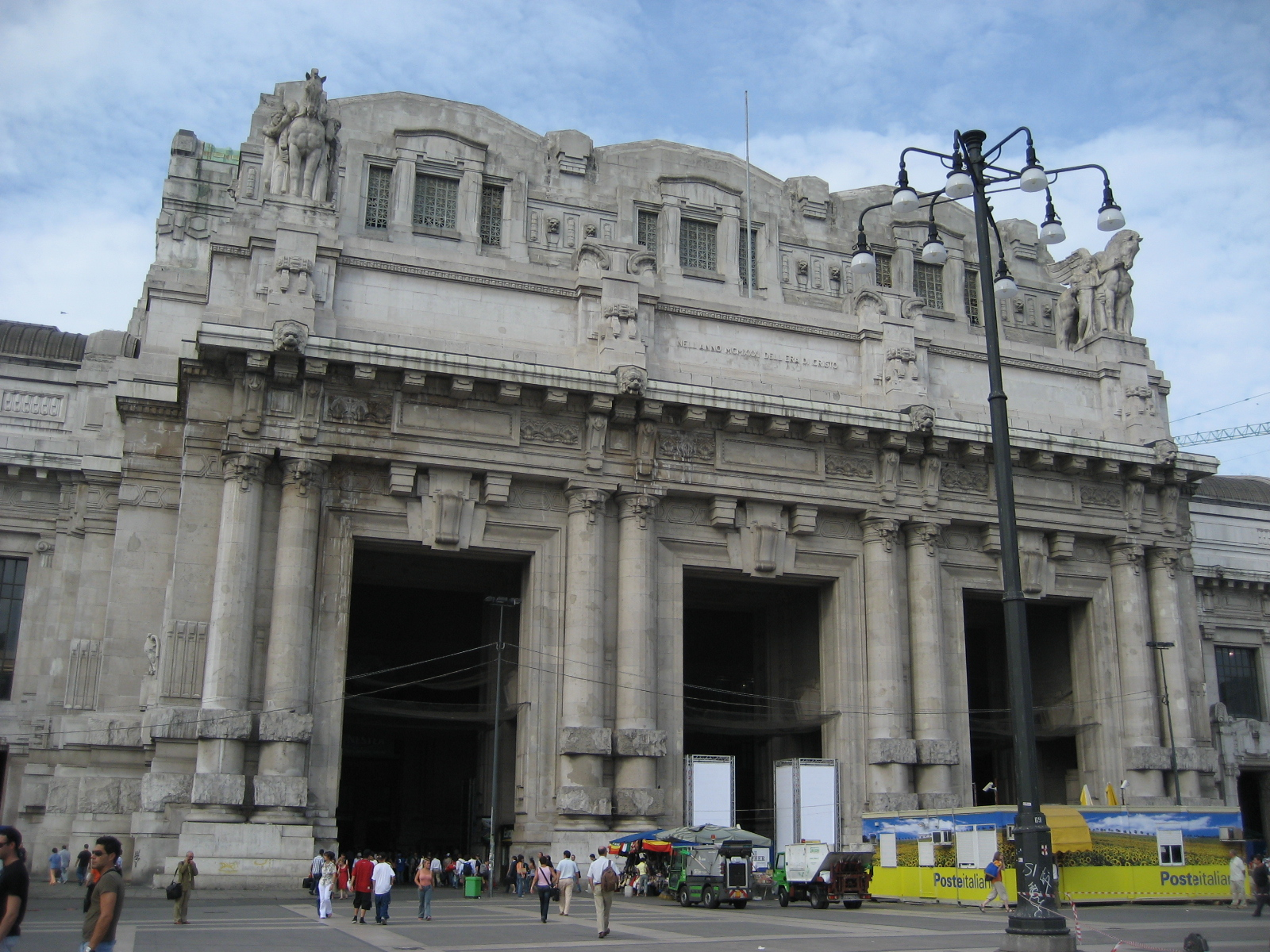
Station Milano Centrale

De metro van Milaan

Station Milano Centrale is het centrale treinstation van Milaan. Sinds 16 december 2009 zijn er twee maatschappijen (Trenitalia en Italo) die dagelijks met bijna 200 hogesnelheidstreinen de stad verbinden met onder andere Turijn, Venetië, Verona, Bologna, Florence, Rome, Napels en Salerno. Bovendien zorgen twee TGV's van de SNCF twee keer per dag voor een snelle, rechtstreekse verbinding tussen Milaan en Parijs. Hiervan zal de huidige reistijd van 7u13min teruggebracht worden naar slechts 4u00 wanneer de HSL van Lyon naar Turijn dwars door de Alpen wordt getrokken met behulp van een 57 km lange tunnel.
Snelle internationale EC-treinen verzorgen dan weer frequente verbindingen met Basel, Genève, Zurich, Nice en Marseille.
Het openbaar vervoer wordt er verzorgd door Azienda Trasporti Milanesi (ATM).
De Metro van Milaan bestaat uit vijf lijnen en is 94,5 km lang. Twee daarvan zijn een automatische metro zonder bestuurder. Daarnaast zijn er trolleybussen, trams en bussen. Er rijden nog oude Peter Witt Car trams uit de jaren 1927-30 naast moderne trams. Verder zijn er lokale spoorlijnen naar forensensteden zoals Monza.
De internationale luchthaven Milaan-Malpensa ligt op ongeveer 45 km ten noordwesten van het centrum. Ten oosten van de stad, net buiten de rondweg, ligt de luchthaven Milaan-Linate. Veertig kilometer oostelijker, bij de stad Bergamo, ligt het vliegveld 'Caravaggio'-Orio al Serio, dat geldt als de derde Milanese luchthaven. Het is de bestemming van veel prijsvechters.

## Stedenbanden
- Birmingham (Verenigd Koninkrijk)
- Buenos Aires (Argentinië)
- Frankfurt am Main (Duitsland)
- Guadalajara (Mexico)
- Lyon (Frankrijk)
- Melbourne (Australië)
- Osaka (Japan)
- Sint-Petersburg (Rusland)
- Tel Aviv (Israël)
- Toronto (Canada)

## Bekende personen uit Milaan

### Overleden
- Étienne Dumont (1759-1829), Zwitsers jurist en politicus
- Francesco Pezzi (1780-1831), journalist
- Baldassarre Poli (1795-1883), filosoof
- Adolfo Feragutti Visconti (1850-1924), Zwitsers-Italiaans kunstschilder
- Paolo Pillitteri  (1940-2024), burgemeester

## Trivia
- De latere heilige Helena nam tijdens haar rondreis door Palestina de stoffelijke resten van de "drie koningen" mee naar het toenmalige Constantinopel. In 344 werden deze relikwieën aan de stad Milaan geschonken.